# Дворец Тевкелевых
Дворец Тевкелевых (Килимовская усадьба, с. Килимово Буздякского района Республики Башкортостан) — памятник татарской архитектуры. Построен в 1852 г. в комплексе с мечетью (1856), архитектор неизвестен.
Усадьба состоит из дворца, мечети, парков (Нижнего и Верхнего), расположенных на берегу реки. Здание дворца выполнено в духе классицизма. В оформлении фасадов двухэтажного здания симметрично-осевой композиции с 4 угловыми башнями в псевдовосточном стиле использованы татарские орнаментальные мотивы.
Усадьба принадлежала потомкам Кутлу-Мухаммеда Мамешевича Тевкелева. В нач. XX в. перешла к зятю Саидгарея Тевкелева, Салим-Гирею Джантюрину. В отреставрированном дворце сейчас располагается местный сельсовет и библиотека.